# Dynastie Hồ
1400–1407
Entités précédentes :
- Dynastie Trần

Entités suivantes :
- Dynastie Trần postérieure

La dynastie Hồ (en vietnamien: 胡朝, Hồ Triều) est une dynastie vietnamienne qui dirigea brièvement le pays de 1400 à 1407, pendant sept ans.

## Historique
Cette dynastie ne compte que deux empereurs; Hồ Quý Ly et son fils Hồ Hán Thương, 
Elle trouve son origine dans l'abdication de l'empereur de la dynastie Trần Trần Nghệ Tông en 1372 et la période de trouble pendant laquelle il agit comme empereur retiré et le pays est dirigé par le puissant premier ministre et courtisan intrigant Hồ Quý Ly.  
Ce dernier, père de la reine Thánh Ngâu, épouse de Trần Thuận Tông (1388-1398), dépose son petit-fils  Trần Thiếu Đế (1398-1400), dont il est le régent, et  usurpe le trône en 1400. Dès la fin de l'année, en décembre 1400, il abdique en faveur de son fils Hồ Hán Thương. Ce dernier est renversé dès janvier 1407 lors de l'invasion du pays par les armées de la dynastie chinoise des Ming.

## Liste des Hồ
- 1399-1400 : Hồ Quý Ly
- 1400-1407 : Hồ Hán Thương, son fils.